# Чернышов, Олег Владимирович
Олег Владимирович Чернышов (23 декабря 1986, Бугульма, Татарская АССР, СССР) — российский футболист, полузащитник.

## Карьера
Воспитанник ДЮСШ-2 (Бугульма). На профессиональном уровне дебютировал в 2006 году в составе клуба «Рубин-2», за который сыграл 10 матчей в ПФЛ. В 2007 году выступал на любительском уровне, но в 2008 вернулся в ПФЛ, где подписал контракт с клубом «Нефтехимик». Сезон 2010 отыграл за команду «Башинформсвязь-Динамо», также выступал за рязанскую «Звезду» и подольский «Витязь». Летом 2014 года подписал контракт с клубом «Тамбов». В сезоне 2015/16 стал победителем зоны ПФЛ «Центр» и вышел с клубом в ФНЛ. По итогам сезона 2017/18 «Тамбов» занял 4 место в лиге и принимал участие в стыковых матчах с «Амкаром» за выход в Премьер-лигу, но уступил по сумме двух матчей 0:3, Чернышов появился на поле в первом матче команд, но ответную игру пропустил. В следующем сезоне «Тамбов» стал победителем ФНЛ и вышел в Премьер-лигу.

## Достижения
«Тамбов»
- Победитель первенства ФНЛ: 2018/2019
- Победитель первенства ПФЛ (зона «Центр»): 2015/2016

## Личная жизнь
Супруга Катерина с 2012 года. В 2014 году родилась дочь Ева.